# Frank Andersen
Frank Andersen (Copenaghen, 15 aprile 1953) è un ex ballerino e direttore artistico danese.

## Biografia
Frank Anderson iniziò a studiare danza presso l'Accademia del Balletto Reale Danese all'età di sette anni e negli undici anni successivi si perfezionò sotto la supervisione di insegnanti di alto profilo come Vera Volkova e Nora Kiss. Nel 1971 si unì al Balletto Reale Danese, di cui divenne primo ballerina nel 1977. Grande conoscitore e apprezzato interprete dell'opera di August Bournonville, fu direttore artistico del Balletto Reale Danese dal 1985 al 1994 e poi ancora dal 2002 al 2006, mentre dal 1992 al 1999 diresse il Balletto Reale Svedese.
È sposato con la ballerina Eva Kloborg dal 1983 e la coppia ha avuto un figlio.